# 清水地熱公園

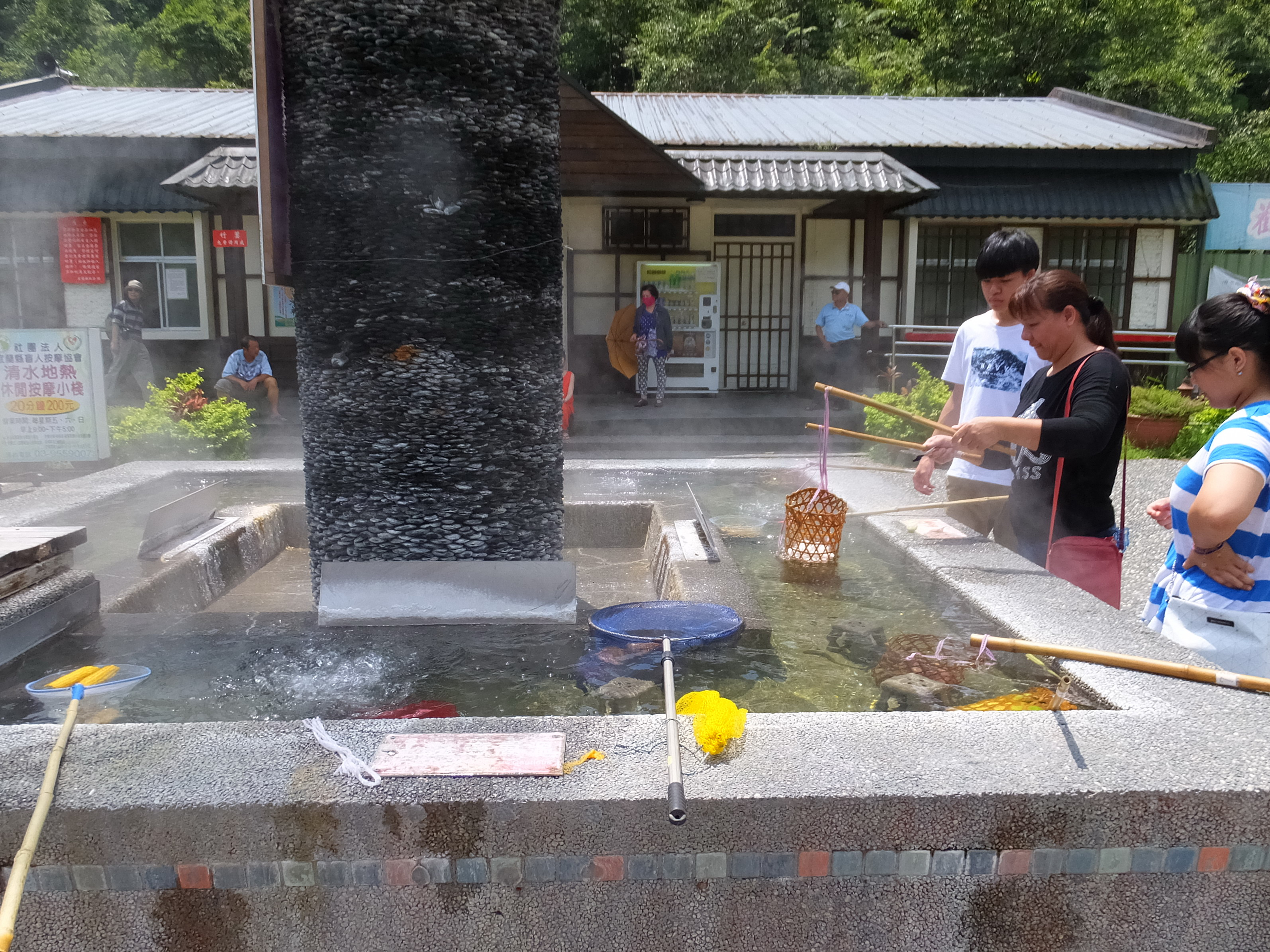
公園内に設置された、温泉源泉から引かれた湯を利用し食材を茹でることができる設備

清水地熱公園（せいすいちねつこうえん、繁体字中国語: 清水地熱公園、簡体字中国語: 清水地熱公园; 拼音: Qīngshuǐ Dìrè Gōngyuán）は、台湾の宜蘭県大同郷にある地熱地帯である。

## 歴史
この公園はかつては台湾中油の作業所であり、1976年には試掘井が掘られた。掘削後、次第に有名な観光地となった。2021年5月13日から6月8日までの期間は、新型コロナウイルス患者の急増を受け、休業した。

## 地質
公園は清水川の渓谷に位置する。湧出する水の水温は95～104℃である。

## 施設
園内には調理スペースや足湯、休憩所、売店などがある。